# Semrén & Månsson Arkitektkontor
Semrén & Månsson Arkitekter AB (Semrén & Månsson) är en arkitektbyrå med kontor i Malmö, Göteborg, Stockholm och Polen och ingår i koncernen Semrén & Månsson Group. Kontoret grundades 1969 av Per-Rune Semrén, och har i dag en bred verksamhet med studior specialiserade på stadsbyggnad, bostäder, inredning, publika byggnader och vårdbyggnader.
Projekt som utmärkt sig på senare år är till exempel Semcons huvudkontor på Lindholmen som 2016 mottog Falu rödfärgs Rödfärgspriset, samt ombyggnaden av Pagoden och Clarion Hotel Post i Göteborg. Utöver att erbjuda traditionella arkitekttjänster genomför Semrén & Månsson projekt i egen regi, där det mest kända exemplet är hyresrätterna på Danska Vägen som 2014 nominerades till Årets Bygge.
Koncernen Semrén & Månsson Group omfattar också bolagen Soul som specialiserar sig på visualisering och GAJD Arkitekter. Utöver huvudkontoret i Göteborg har bolaget verksamheter i Stockholm, Malmö och internationellt i Szczecin, Polen.

## Historia
Muraren Per-Rune Semrén utbildade sig till arkitekt på Chalmers i början av 1960-talet och arbetade på Johan Tuvert arkitektkontor innan han startade eget. 1979 började Magnus Månsson arbeta på kontoret och blev sedermera delägare. Semrén köptes upp av BSK Arkitekter och ingick senare i Arcona tillsammans med Fojab. 1992 köpte Magnus Månsson bolaget och nytt namn blev Semrén & Månsson.
Kontoret har även mottagit Per och Alma Olssons fonds pris för årets byggnad fyra gånger: för hotellet Avalon (2008), studentbostäder på Kronhusgatan (2005), Pagoden (2012) och Järntorgsgatan X Brogatan (2024).

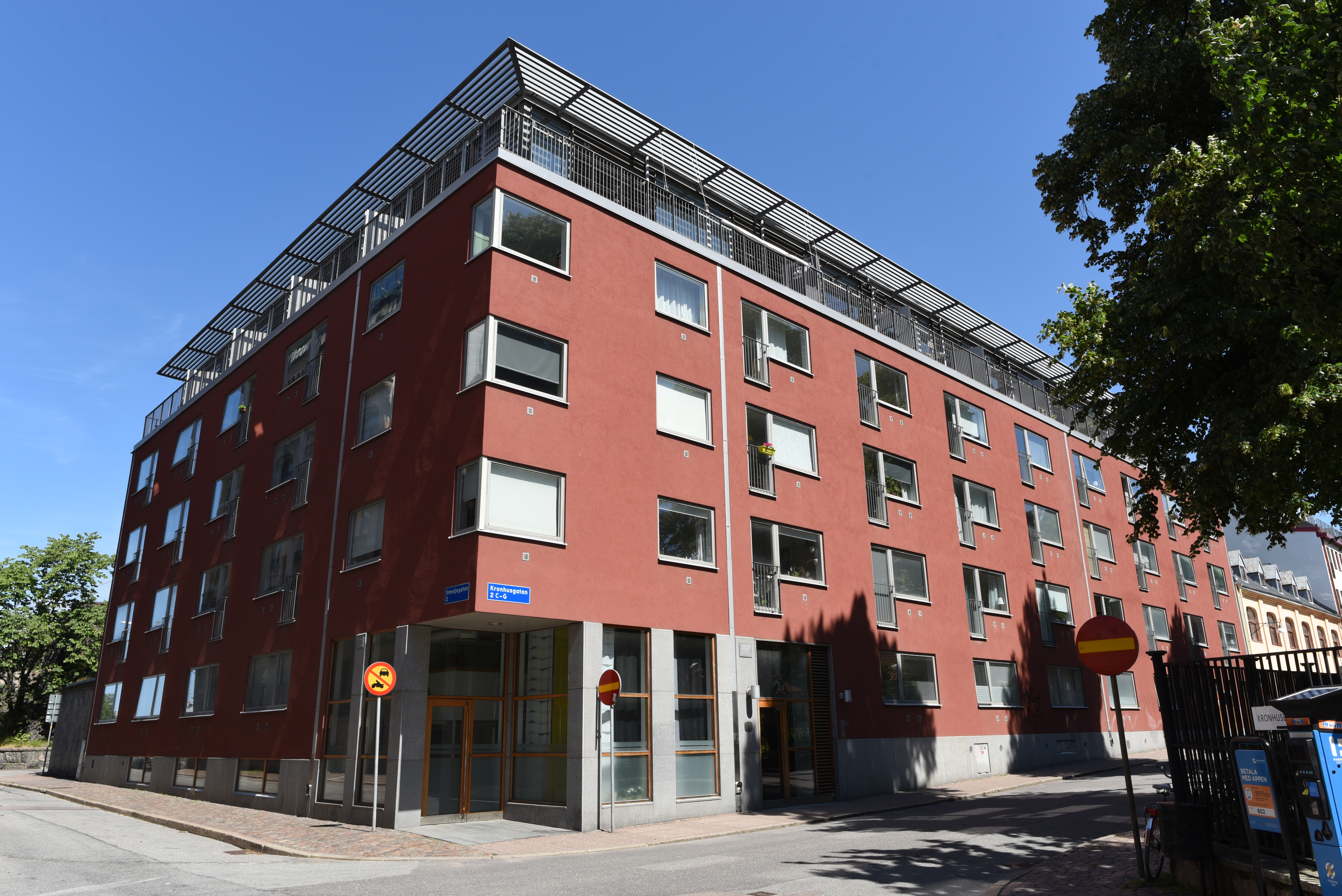
Studentbostäder vid Kronhusgatan (2005).
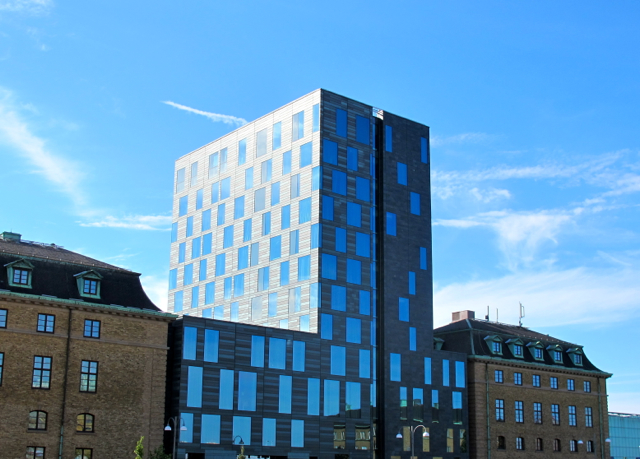
Clarion Hotel Post i Göteborg, arkitekten för utbyggnaden: Semrén & Månsson Arkitekter AB